# Spermacoce phyteuma
Spermacoce phyteuma är en måreväxtart som beskrevs av Georg August Schweinfurth och William Philip Hiern. Spermacoce phyteuma ingår i släktet Spermacoce och familjen måreväxter.
Artens utbredningsområde är Sudan. Inga underarter finns listade i Catalogue of Life.